# Xeno (computerspel)
Xeno is een computerspel dat is ontwikkeld door Binary Design en werd uitgegeven door A&F Software. Het spel kwam in 1986 uit voor de Amstrad CPC, Commodore 64 en de ZX Spectrum. Met het spel kan er luchthockey gespeeld worden met één of twee spelers.

## Platforms
| Platform     | Jaar |
| ------------ | ---- |
| Amstrad CPC  | 1986 |
| Commodore 64 | 1986 |
| ZX Spectrum  | 1986 |

## Ontvangst
| Beoordeeld door                | Jaar | Platform     | Score |
| ------------------------------ | ---- | ------------ | ----- |
| Happy Computer                 | 1986 | Amstrad CPC  | 74%   |
| ASM (Aktueller Software Markt) | 1987 | Commodore 64 | 68%   |
| Your Commodore                 | 1987 | Commodore 64 | 60%   |
| Zzap!                          | 1987 | Commodore 64 | 30%   |